# Thomas Armat
Thomas J. Armat (25 de octubre de 1866 – 30 de septiembre de 1948) fue un mecánico e inventor estadounidense, pionero del arte cinematográfico y principalmente reconocido por haber co-inventado el vitascopio con Thomas Alva Edison. 

## Biografía
Armat estudió en el Instituto de Mecánica de Richmond, Virginia y luego en 1894 en la Escuela Bliss de Electricidad en Washington D. C., en donde conoció Charles Francis Jenkins. Ambos, como compañeros de clase, trabajaron en el desarrollo de un proyector usando un nuevo tipo de mecanismo de movimiento intermitente, similar al patentado en 1893 por Georges Demenÿ en Francia. Fue uno de los primeros proyectores utilizados para lo que se conoce como bucle Latham (un bucle extra de la película antes del transporte del mecanismo para reducir la tensión en la misma y evitar su ruptura, desarrollada en forma independiente al mismo tiempo por Woodville Latham y sus hijos). Hicieron su primera proyección pública utilizando su invento, llamado Vitascopio con un modelo diseñado por Jenkins, en septiembre de 1895 durante la Exposición Cotton States en Atlanta.
Luego de este éxito, los dos inventores se distanciaron debido a problemas con la patente. Jenkins había tratado de alzarse como el único inventor del dispositivo, pero su intento falló y se lo vendió a Armat, quien posteriormente su unió y le vendió la patente a Thomas Edison, quien presentó la máquina en el mercado como 'Vitascopio'. El proyector fue utilizado en una pantalla pública en la ciudad de Nueva York comenzando el 23 de abril de 1896 y durando más de una semana. 
Trabajando para Edison, Armat refinó el proyector en 1897 reemplazando el mecanismo inicial con una rueda de Ginebra más preciso, duplicando el invento realizado hacía un año en Alemania por Oskar Messter y Max Griewe y en Inglaterra por Robert William Paul.
En 1947, Armat y William Nicholas Selig, Albert Edward Smith y George Kirke Spoor ganaron un premio Óscar especial como representantes de los pioneros en el arte cinematográfico, basándose en sus contribuciones a dicho negocio.  
Falleció el 30 de septiembre de 1948.